# Ботик Петра I (музей-усадьба)

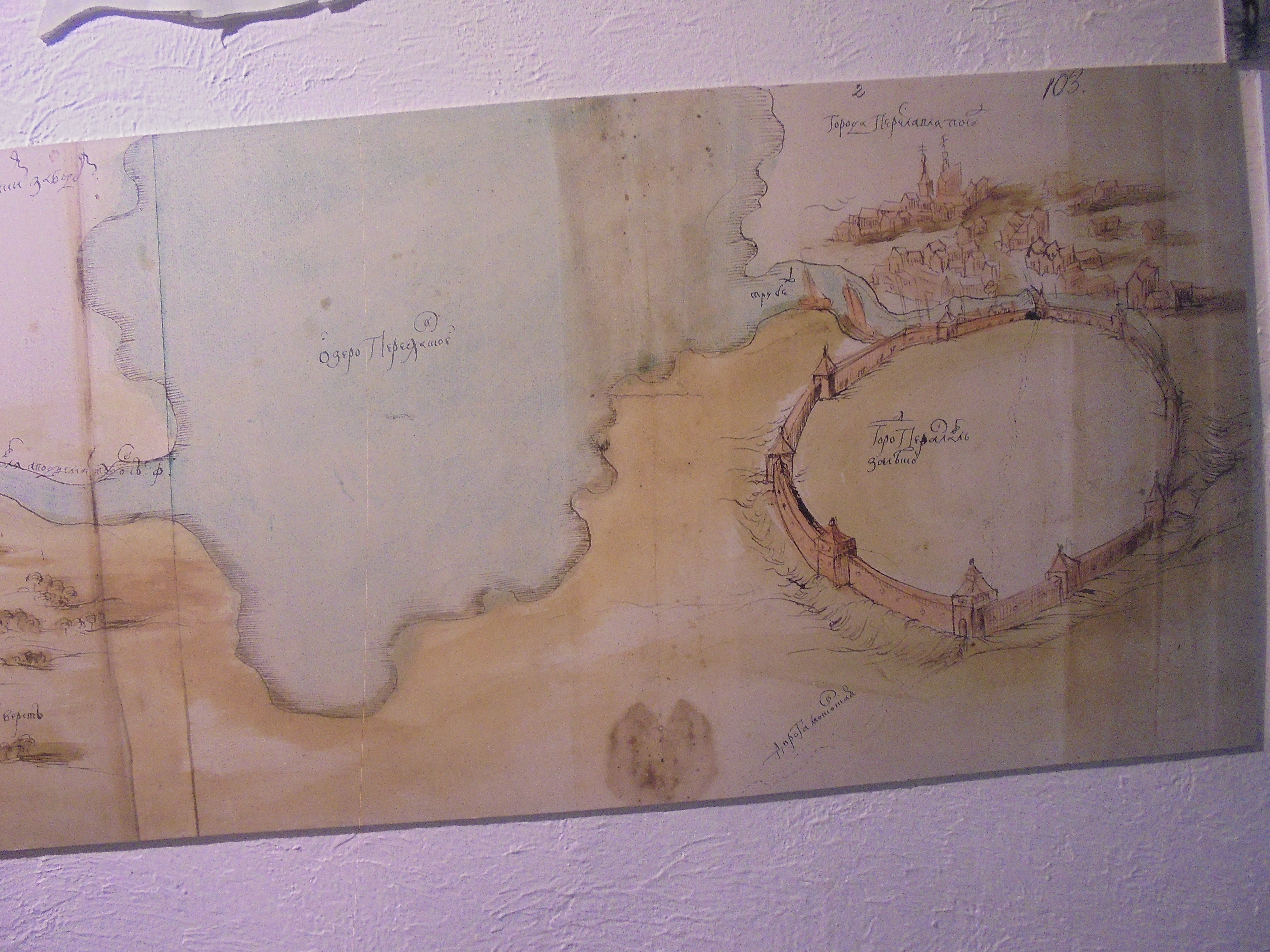
Карта Переславля-Залесского и Плещеева озера на 1692 год, Музей — усадьба «Ботик Петра»

Музей-усадьба «Ботик Петра I» — музей в селе Веськово, на горе Гремяч близ Переславля, где выставлен ботик «Фортуна». Филиал Переславского музея-заповедника. Претендует на звание старейшего провинциального музея России.

## Потешная флотилия
В 1692 году Пётр I заложил на горе Гремяч у села Веськово верфь, где строились ладьи потешной флотилии для плавания по Плещееву озеру.
Флотилия была спущена на воду 1 мая 1692 года. Для этого торжества явилось сюда потешное войско, чтобы приветствовать рождение русского флота. Недалеко от дворца, слева от него, они устроили небольшое возвышение, поставив тут свои пушки, сами выстроились в боевой порядок и только ждали первого движения нового флота, чтобы встретить его залпом оружий. Место, устроенное ими, с того времени называют «Гремяч», от грома пушек, как говорят жители села Веськова, из которых палили во время спуска флотилии в озеро. Создание потешной флотилии юного Петра стало первыми шагами к созданию русского флота. К сожалению, все корабли потешной флотилии сгорели. Единственным уцелевшим кораблем стал ботик «Фортуна», по местной легенде, сделанный самим Петром Первым.

## Основание музея
Первый провинциальный музей открылся в усадьбе Ботик в 1803 году. В нарочито построенном Ботном доме был установлен единственный уцелевший корабль потешной флотилии — бот «Фортуна», а вокруг него якоря, рули и мачты с других кораблей. Почётными гостями на церемонии были богатый переславский помещик П. С. Свиньин и владимирский губернатор И. М. Долгоруков, читавший собственные стихи на случай. Описание церемонии открытия содержится в мемуарах Долгорукова:

Рано поутру все духовные чины и архимандрит Никитского монастыря собрались в сельскую церковь близ города при озере, и там пред обедней прочтён публично указ Петра Первого о хранении его судов, после чего воспета сему великому основателю обширнейшего в Европе царства вечная память. Я переносился мысленно лет за сто назад, воображение моё кипело, и сердце трепетало от радости, что привёл меня владыка всех миров исполнить патриотическое сие предприятие. Духовным обрядам последовали светские угождения и пиршество отличное в шатрах. Бокалы довершили праздник, как водится, и тем исполнилось удовольствие общее. Погода благоприятствовала случаю. Солнце до самого вечера лучами своими озаряло надпись, золотыми буквами на фронтоне начертанную: «Петру 1-му усердный Переславль». Легкие волны озера, едва движимые тонким ветром, пробегали к берегу Гремячего мыса и, омывая ступеньки здания, как бы поклонялись памятнику того, кого некогда носили на себе.

В 1842 году неподалёку были возведены каменные казармы со службами для помещения трёх матросов.

## Открытие памятника

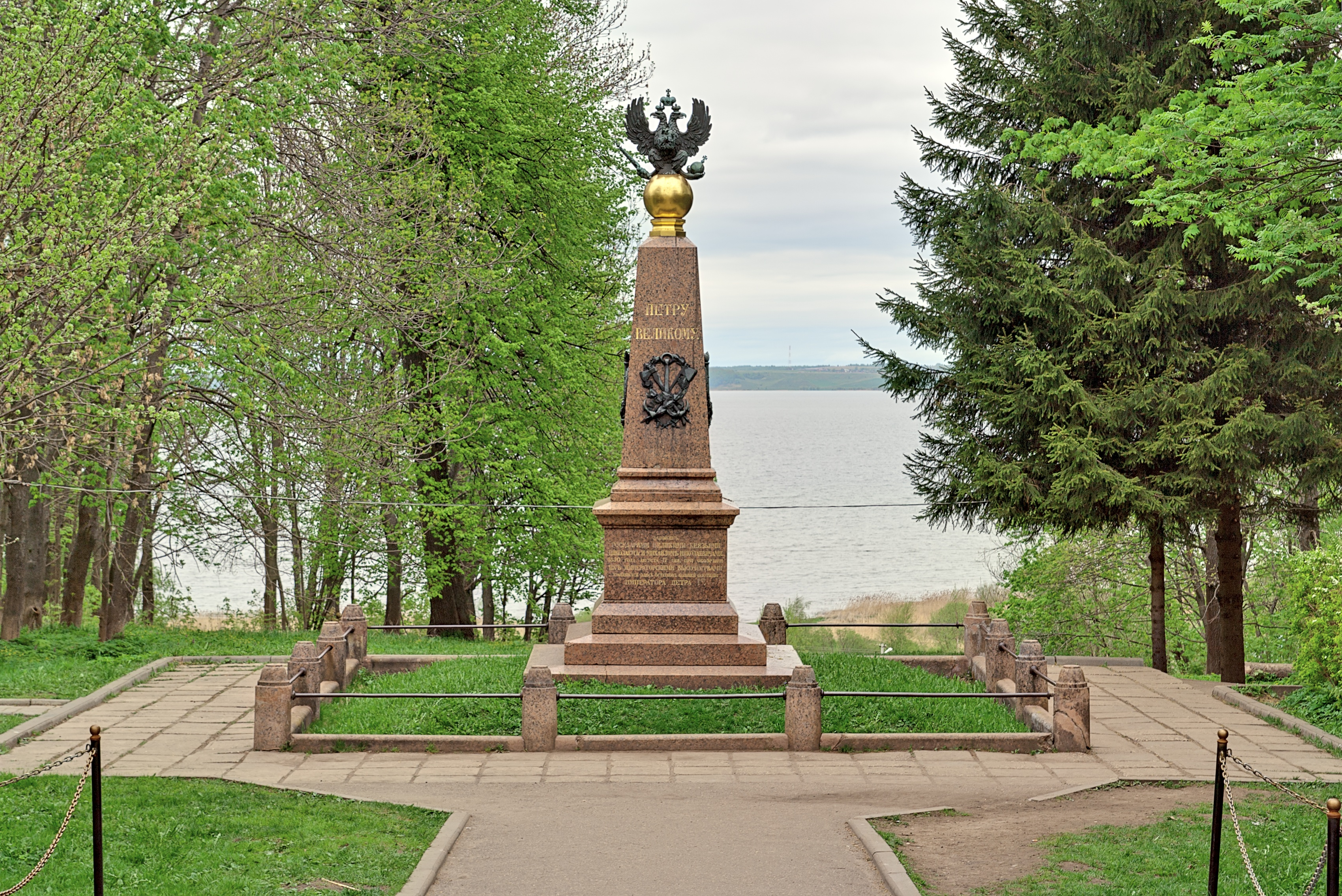
Обелиск императору Петру I

17 августа 1850 года Великие Князья Николай и Михаил Николаевичи, во время проезда через Переславль, при обозрении остатков флотилии, сохраняющихся при селе Веськове, положили первые камни в основание памятника Петру I.
Летом 1852 года была устроена триумфальная арка. С её наружной стороны — надпись на чугунной доске золочёными словами: «сооружены 1852 года»; с внутренней стороны, к ботику, надпись славянскими буквами: «освящены 1852 года августа 17 дня». Сверху этой арки украшения из морских военных арматур.
Памятник Петру I сооружён по проекту архитектора П. С. Кампиони и открыт 17 августа 1852 года. На церемонию открытия гранитного обелиска собрались люди из Переславля и окрестных деревень, приехали гости из Петербурга, Москвы, Владимира и других городов. В торжестве участвовали 4-й батальон Углицкого егерского полка и батарейная 2-я батарея 16-й артиллерийской бригады, а со стороны Морского Ведомства — флигель-адъютант капитан-лейтенант князь М. И. Голицын.
Памятник украшен надписями:
- (Со стороны Ботного дома) Заложенъ Государями Великими Князьями Николаемъ и Михаиломъ Николаевичами, 1850 года, августа 17 дня, при обозрѣніи Ихъ Императорскими Высочествами хранящихся здѣсь остатковъ бывшей флотиліи Императора Петра 1-го.Ротонда. Здания для общественных приемов и танцев. Середина XIX века

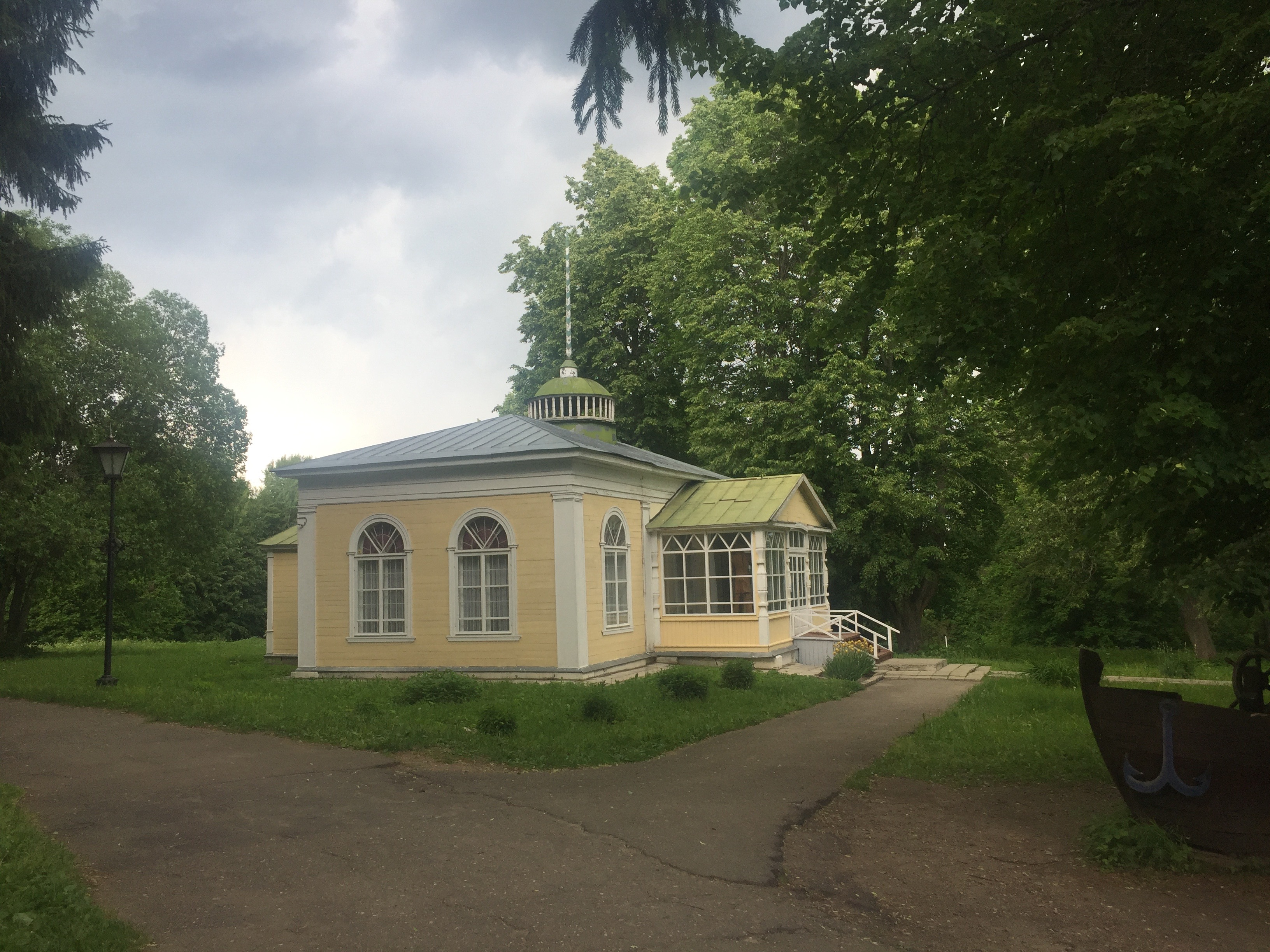
Ротонда. Здания для общественных приемов и танцев. Середина XIX века

- (Со стороны Переславля) Надлежитъ вамъ беречи остатки кораблей, яхтъ и галеры, а буде опустите, то взыскано будетъ на васъ и на потомкахъ вашихъ, яко пренебрегшихъ сей указъ. Петръ. Въ Переславлѣ, въ 7 день февраля 1722 года.
- (Со стороны озера) Открытъ 17-го августа 1852 года.
- (С западной стороны) 1847 года, января 27 дня Его Императорское Величество Государь Императоръ Николай Павловичь на изъявленное владимірскимъ дворянствомъ желаніе и готовность пріобрѣсти покупкою село Веськово соизволилъ удостоить дворянство Высочайшимъ отзывомъ: «что поступокъ этотъ вполнѣ достоинъ чувствъ владимірскаго дворянства какъ Его Величество всегда разумѣлъ оное».

По оценке советского писателя М. М. Пришвина, этот памятник — «жалкое мраморное пресс-папье».

## Посещения правителей

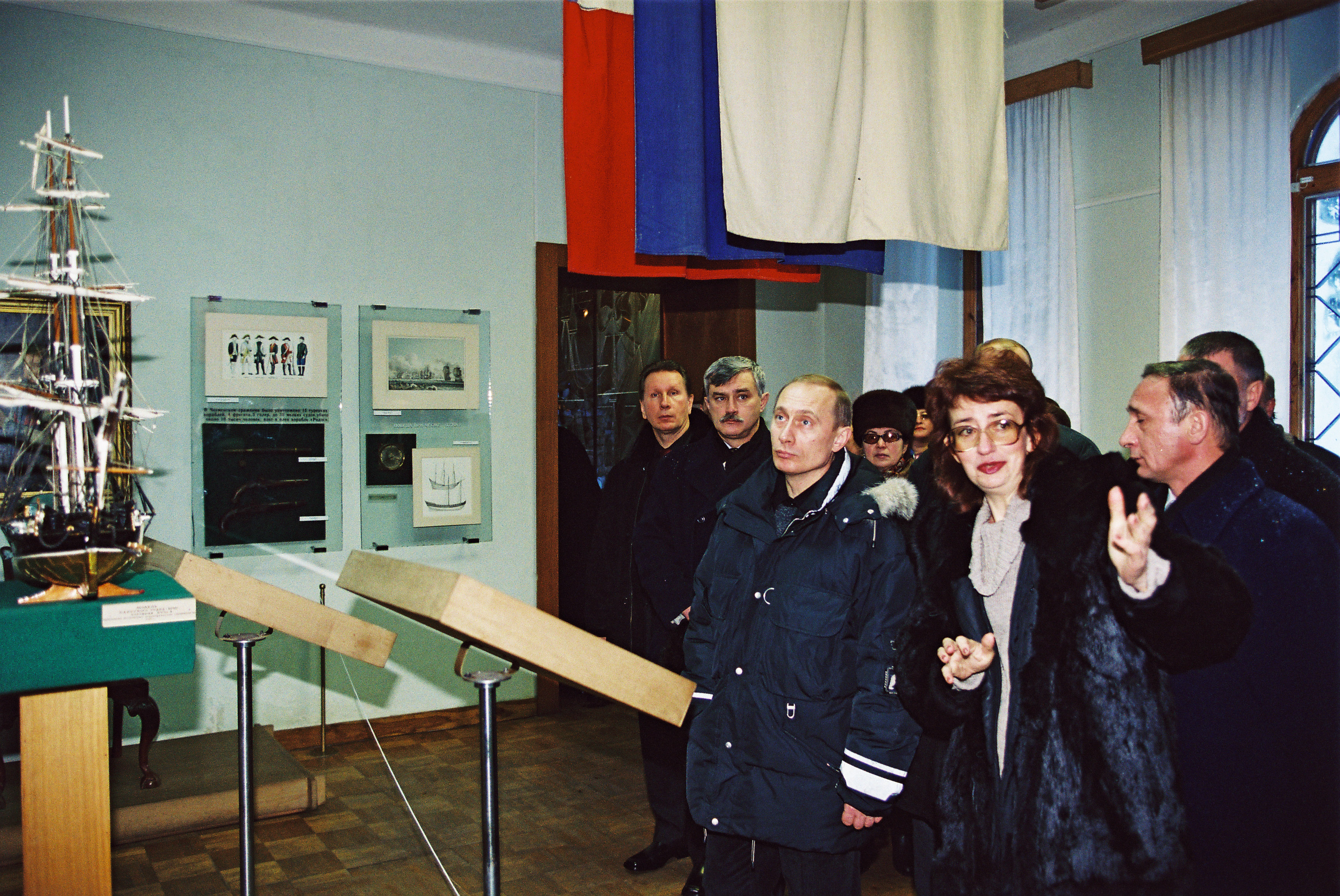
Владимир Путин слушает лекцию

- 17 августа 1850 года великие князья Николай и Михаил Николаевичи положили первый камень в основание памятника Петру I в усадьбе Ботик, примыкающей к селу Веськово.[1]
- 13 августа 1858 года усадьбу Ботик посетили император Александр Николаевич и императрица Мария Александровна, великая княжна Мария Александровна и наследный принц Вюртембергский Карл.[3]
- 23 мая 1913 года император Николай II посетил усадьбу Ботик в селе Веськово, обозревал ботик Императора Петра I, спустился к Плещееву озеру, а затем «откушал чай в помещении усадьбы».[4]

## Белый дворец

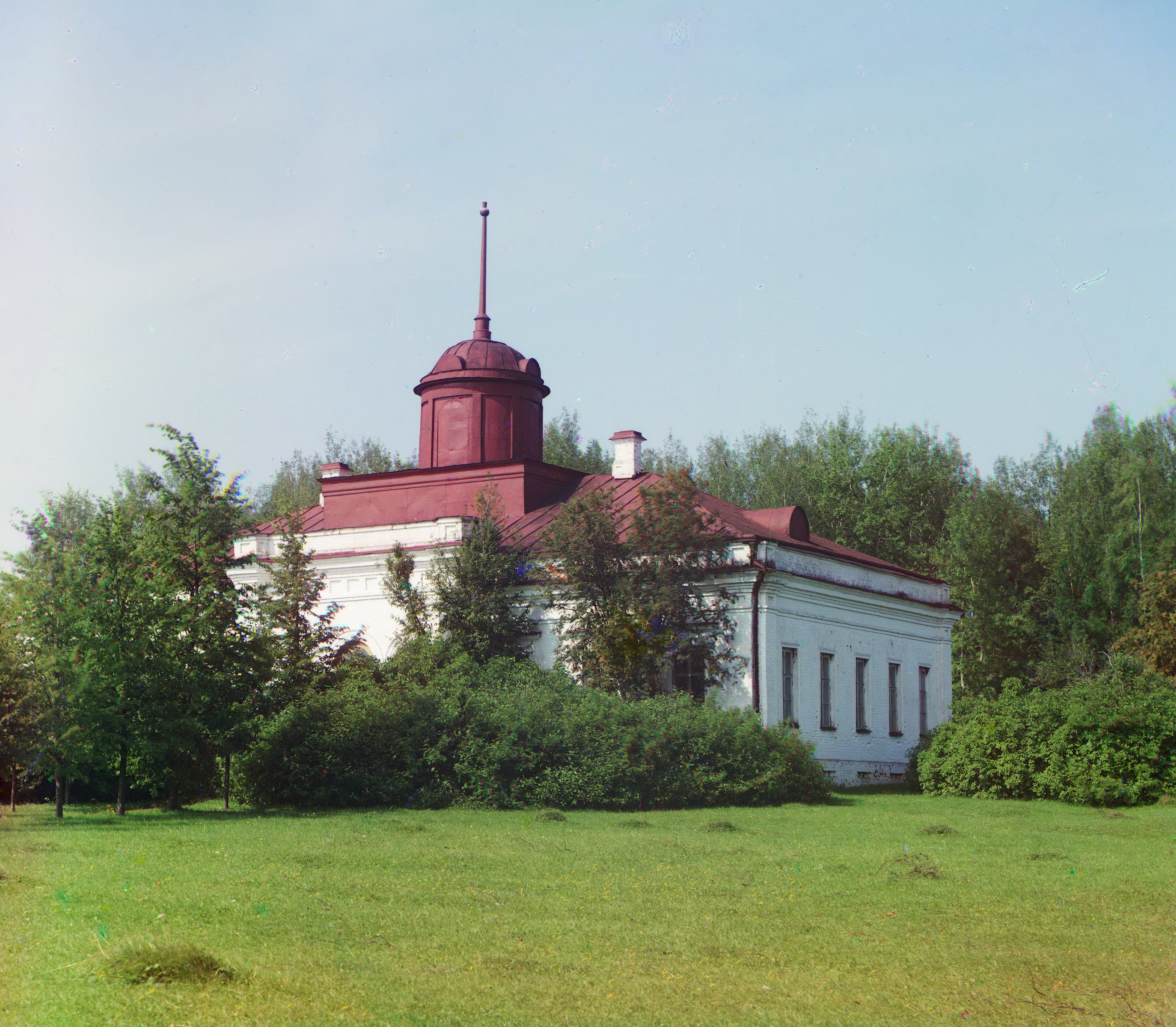
Белый дворец в начале XX века

Белый дворец заложен в 1853 году как здание для приёмов, званых обедов, балов. Дворец строился на добровольные пожертвования. Чтобы дом не простаивал, переславские дворяне и купцы устраивали здесь «переславские ассамблеи». Летом сюда собирались любители карточной игры и танцев.
После Великой Октябрьской социалистической революции в Белом дворце открылась географическая станция МГУ. В 1925—1926 годах здесь жил и работал писатель Михаил Пришвин. В конце двадцатых годов в доме гостили Кукрыниксы. В 1937 году здесь открылся дом отдыха для рабочих переславских фабрик.. В годы Великой Отечественной войны во дворец перевели из осажденного Ленинграда два детских дома. Судьбам блокадных детей, их жизни в усадьбе, Пришвин, живший в это же время неподалёку — в селе Усолье (ныне в составе Купанского), посвятил цикл «Рассказы о ленинградских детях» (другое название — «Рассказы о прекрасной маме»).

## Состав усадьбы

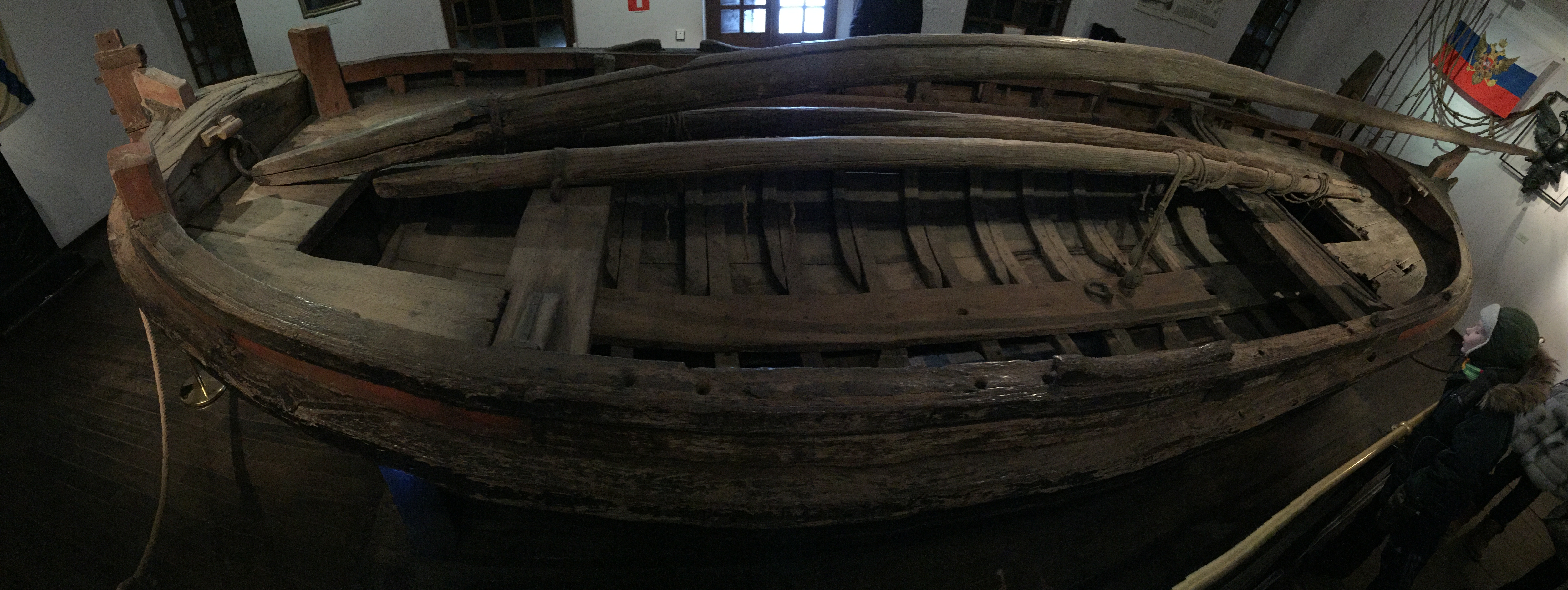
Ботик «Фортуна»

В середине XIX века на территории усадьбы был установлен обелиск Петру Великому (арх. Кампиони), построены триумфальная арка у въезда в парк, ротонда (павильон для танцев) и «Белый дворец» для приема почетных гостей, среди которых были члены императорской семьи. Возле верхней площадки лестницы, ведущей от подножия холма, стоит памятник юному Петру I (скульптор А. Д. Казачок), его открытие состоялось в дня всероссийского празднования 300-летия «Потешной флотилии» в 1992 году.
У подножия усадебного холма бьет источник с чистой ключевой водой. Благодаря ему эта возвышенность и называется Гремяч. По преданию, ключ здесь забил после удара молнии. А с вершины горы открываются великолепные виды на озеро Плещеево, приозерную часть Переславля, храмы и монастыри, прибрежные села.
- памятник императору Петру I (открыт 2 августа 1992 года, авторы — скульптор А. Д. Казачок, архитектор В. Ситниченко)
- обелиск императору Петру I (открыт 17 августа 1852 года)
- Ботный дом
- сторожка
- ротонда
- Белый дворец
- Триумфальные ворота